# Grotte de la Salpêtrière

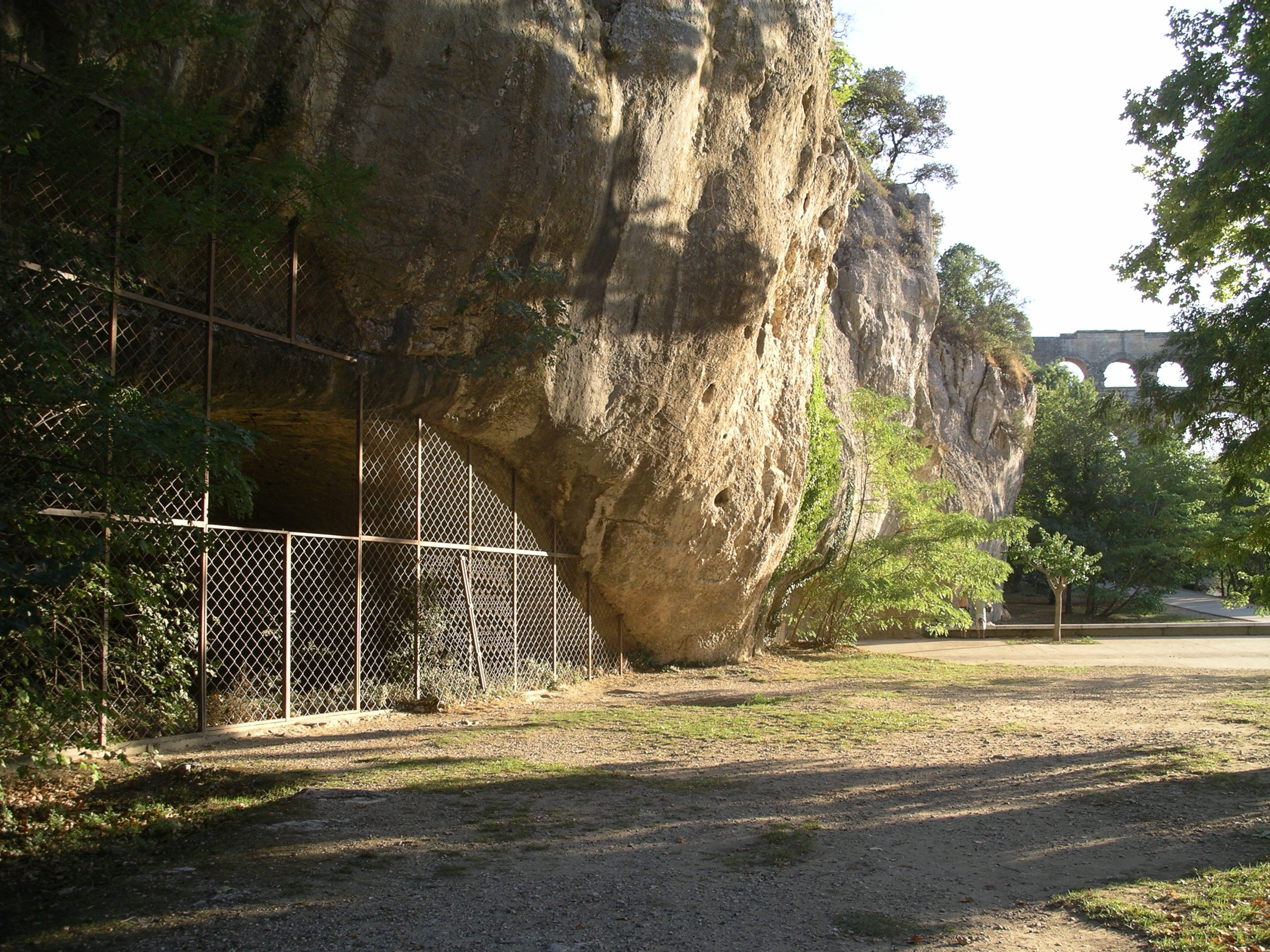
Grotte de la Salpêtrière

Ort des Solutréen – Salpêtrière ist 14

Die Grotte de la Salpêtrière ist eine Höhle nordwestlich von Remoulins im Département Gard in Frankreich. Sie befindet sich 200 Meter östlich des römischen Aquädukts Pont du Gard, am rechten Ufer der Gardon, etwa 50 Meter östlich der Gemeindegrenze zu Vers-Pont-du-Gard.
Die Grotte de la Salpêtrière wurde im Mittelpaläolithikum (Moustérien), Jungpaläolithikum (Gravettien, Solutréen, Magdalénien) und bis in das Neolithikum und Chalkolithikum von Menschen genutzt. Sie weist neben der Baume d’Oullins die wichtigste Stratigraphie des Jungpaläolithikums des Rhonetals auf. 
Die seit 1872 erfolgten zahlreichen Ausgrabungen haben die Höhle erschöpfend erfasst. 
Die nicht für Besucher geöffnete Höhle ist seit 1912 als Monument historique klassifiziert. 